# Johan Stattin

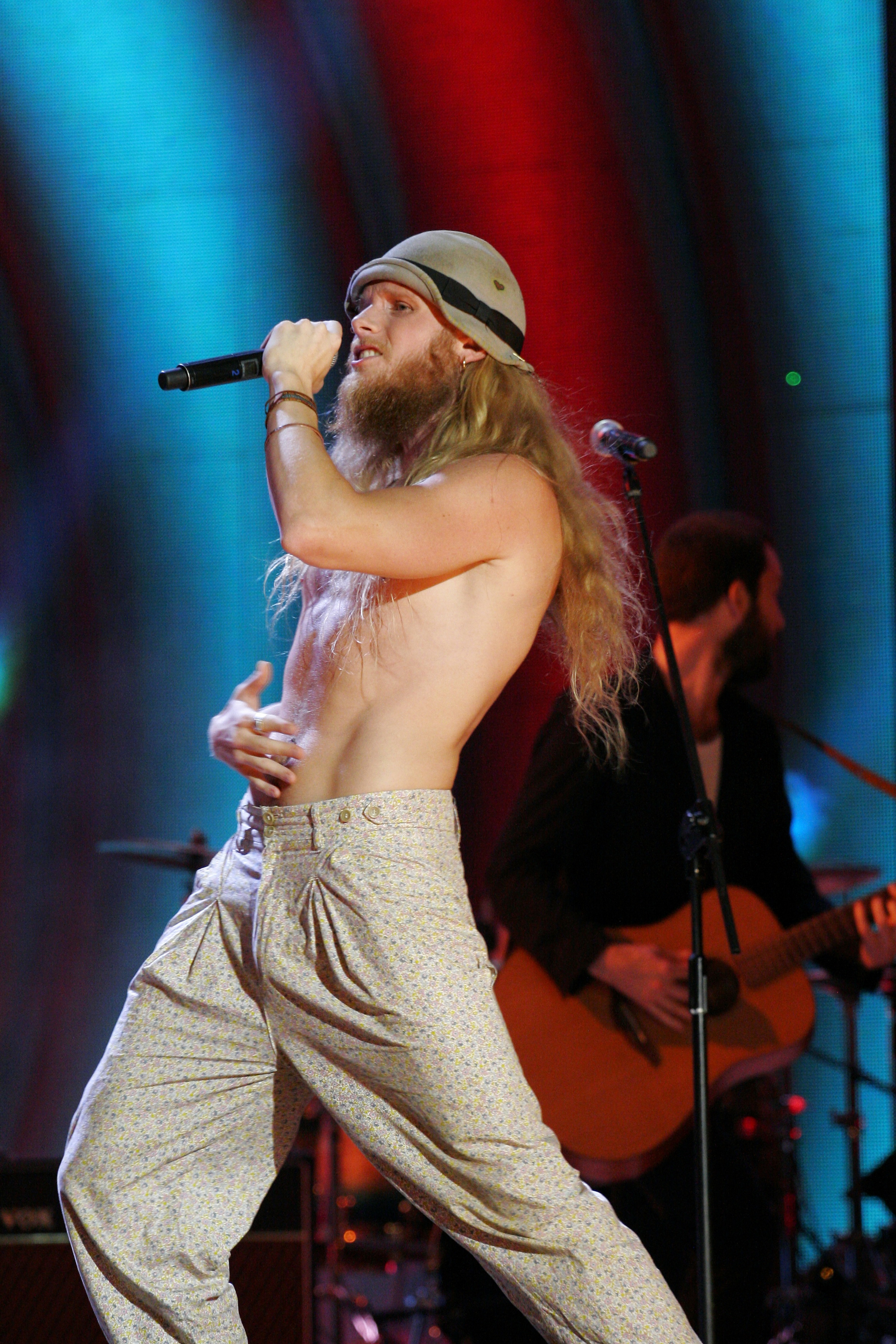
Johan Stattin (19-08-2012, Bydgoszcz, Polen, konsert "Lato Zet i Dwójki").

Johan Stattin, född 24 maj 1984, är en svensk artist, låtskrivare och tidigare barnskådespelare.
Han är grundare till, och frontperson i, bandet SOL/Stat & Orchestra Live vars låt Mahalo Wedding var med i SVT:s filmatisering av Camilla Läckbergs roman Isprinsessan som sändes hösten 2007.
Som barnskådespelare medverkade Stattin i en rad TV- och filmproduktioner under sent 90-tal och tidigt 00-tal, till exempel Kenny Starfighter.

## Filmografi (urval)
- 1996 – Kalle Blomkvist – Mästerdetektiven lever farligt (Jonte)
- 1997 – Kalle Blomkvist och Rasmus (Jonte)
- 1997 – Kenny Starfighter – Galaxens Superhjälte No1 (TV) (Markus)
- 2022 – Kenny Starfighter – Dr Deo slår tillbaka (TV) (cameo: Markus)[1]